# Football League Second Division
Football League Second Division từng là hạng đấu thứ hai trong hệ thống các giải bóng đá Anh giai đoạn 1892 tới 1992. Sau khi thành lập FA Premier League, nó trở thành hạng ba. Sau khi Football League Championship ra đời mùa 2004–05 nó được đổi tên thành Football League One.

## Lịch sử thời kỳ đầu
Năm 1888, giám đốc người Scotland William McGregor của Aston Villa, chủ trì các cuộc họp ở Luân Đôn và Manchester với sự góp mặt của 12 câu lạc bộ bóng đá với mục đích tạo ra một giải đấu. 12 câu lạc bộ đó sau trở thành 12 thành viên sáng lập Football League. Cuộc gặp diễn ra tại Luân Đôn ngày 22 tháng 3 năm 1888. Mối quan tâm chính là sớm tìm ra lối thoát cho thể thức loại trực tiếp của FA cup khiến các câu lạc bộ bị loại không được thi đấu cả năm; không những thiệt hại nặng nề về tài chính, mà cổ động viên không được xem câu lạc bộ thi đấu mà các đội khác thì có. Các vấn đề được thống nhất ngày 17 tháng Tư tại Manchester.
McGregor bỏ phiếu chống lại việc đặt tên là The Football League, khi ông e rằng nó có liên kết với Irish Land League. Nhưng tên vẫn được chọn do đa số phiếu. Lịch thi đấu được đảm bảo cho tất cả các câu lạc bộ. Vấn đề địa lý, sẽ phân chia công bằng giữa miền Nam và Midlands.
Giải đấu đối thủ Football Alliance được thi đấu từ 1889 tới 1892. Năm 1892 một quyết định chính thức về sáp nhập hai giải đấu, và vì thế Football League Second Division được thành lập, bao gồm phần lớn các đội Football Alliance. Các câu lạc bộ của League, cộng thêm ba câu lạc bộ mạnh nhất của Alliance, tạo thành Football League First Division.

## Tổng quan
Second Division được thành lập năm 1892 với 12 câu lạc bộ, phần lớn trước đó từng thi đấu tại Football Alliance. Các thành viên ban đầu gồm: Ardwick (nay là Manchester City), Bootle, Burton Swifts, Crewe Alexandra, Darwen, Grimsby Town, Lincoln City, Northwich Victoria, Port Vale, Sheffield United, Small Heath (nay là Birmingham City), và Walsall. Manchester City và Leicester City đang cùng giữ kỷ lục vô địch giải hạng hai (7).
Việc mở rộng qua từng năm và cuối cùng gồm 24 câu lạc bộ:
- 1893 – 15 câu lạc bộ
- 1894 – 16
- 1898 – 18
- 1905 – 20
- 1919 – 22
- 1987 – 23
- 1990 – 24

Trong những năm đầu tiên, không có suất lên thẳng First Division. Thay vào đó, Một vài đội xếp đầu Division Two, bao gồm đội vô địch, tham gia một chuỗi các trận test match gặp các đội xếp cuối Division One. Small Heath, đội vô địch Second Division năm 1892–93, bị từ chối cho thăng hạng sau khi thua trận test match trước Newton Heath. Tuy nhiên, đội á quân Sheffield United đánh bại Accrington để trở thành đội bóng đầu tiên giành quyền thăng hạng First Division. Test match được bỏ năm 1898 sau khi Burnley và Stoke âm mưu cố tình hòa 0–0 trong trận test match, qua đó Burnley lên hạng còn Stoke tránh được xuống hạng.
Việc xuống hạng Football League Third Division được thực hiện trước khi giải đấu này khởi tranh, Grimsby Town (đội xếp cuối 1919–20) nhường suất cho Cardiff City và thành lập Third Division với các câu lạc bộ miền nam. Các mùa giải sau đó, hai câu lạc bộ bị xuống hoặc là Third Division North hoặc là Third Division South tùy thuộc vào vị trí địa lý của họ. Khi Third Division được tái thống nhất mùa 1958–59, việc xuống hạng được giữ nguyên; bắt đầu từ 1974 có suất thứ ba xuống hạng.

## Các đội vô địch League trước đây
Xem Danh sách các đội lên English Football League Championship và các giải tiền thân với các đội vô địch từ 1893 tới 1992 và Danh sách các đội vô địch English Football League One và các giải tiền thân đối với các đội vô địch từ 1993 tới 2004.